# В'юн звичайний
В'юн звичайний (Misgurnus fossilis) — риба родини В'юнових (Cobitidae).

## Характеристика

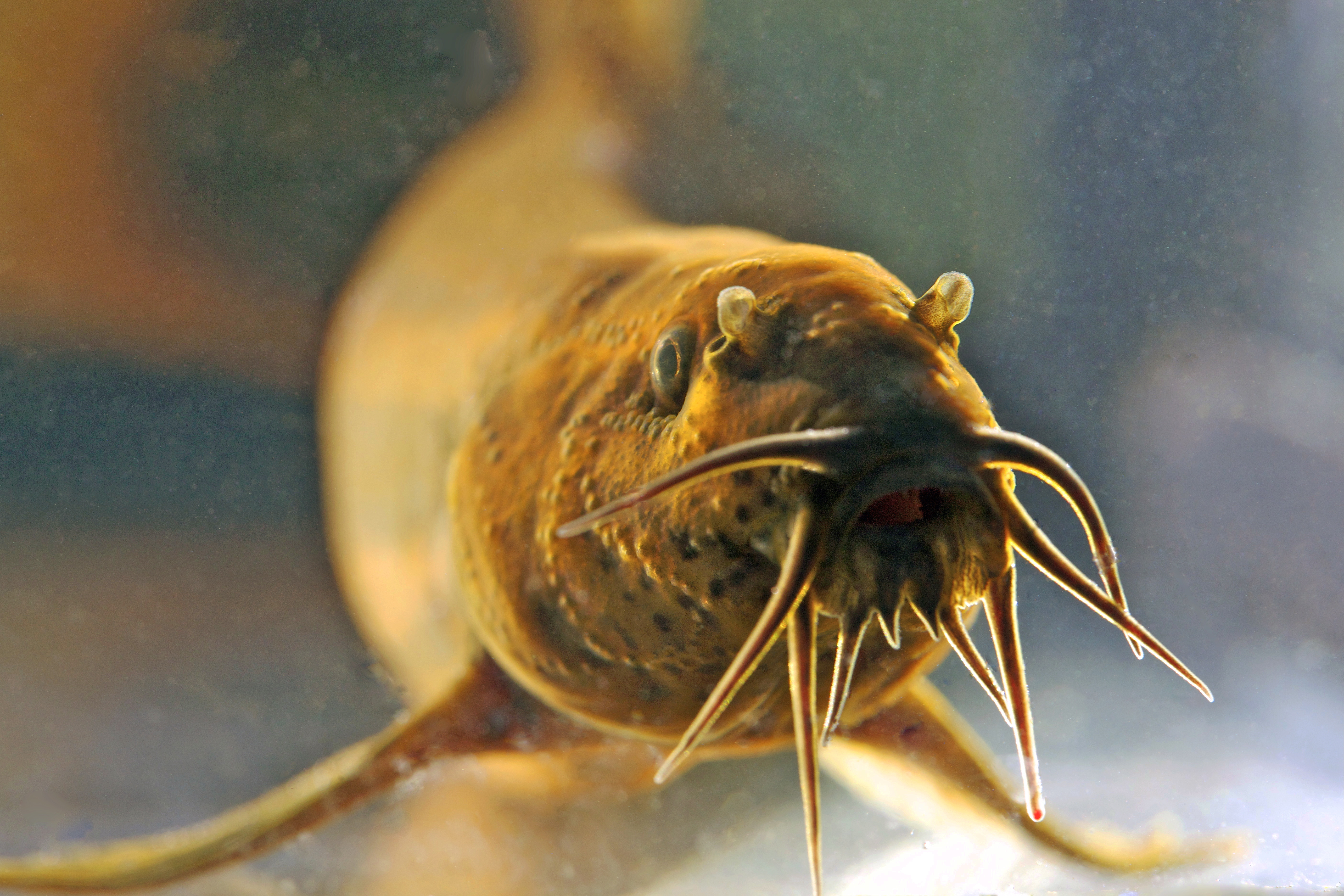
Голова в'юна

Тіло подовжене, злегка стисле з боків, вкрите дрібною лускою. Голова невелика, витягнута вперед. Рот звернений донизу й оточений десятьма вусиками, з яких чотири знаходяться на верхній щелепі, два — в кутах рота й чотири — на нижній щелепі. Очі маленькі, розташовані біля самого чола, жовті. Плавці дрібненькі, хвостовий закруглений. Забарвлення залежить від умов проживання. Спина бура, з численними дрібними темними плямами, черевце жовтувате й також плямисте. Посередині тіла розташована широка темна смуга, а вище і нижче неї — по одній вужчій і короткій. Плавці коричневі, спинний і хвостовий — усіяні темними плямами.

## Ареал
Поширення цієї риби досить обмежено. Зустрічається в прісних водоймах Європи та Азії. У Європі поширений на північ від Альп від річки Маас до Ладоги; у північному Причорномор'ї від Дунаю до Кубані; в басейнах Волги та Уралу. Як вид-вселенець відзначається у Британії, Скандинавії, Апеннінах, Іберії, Криму і басейнах Адріатики, Егейського та Білого морів, а також в басейні Рони (Франція).

## Екологія

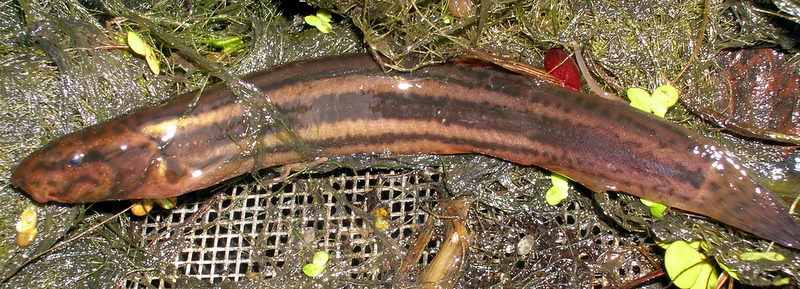
Відловлений в'юн

В'юн дуже невибагливий до умов існування й може бути там, де інші риби відсутні. Може дихати зябрами, поверхнею шкіри й за допомогою кишки. При нестачі кисню підіймається до поверхні води, захоплює ротом повітря й пропускає його через кишку, видаючи звук, що нагадує писк. При пересиханні водойми в'юн впадає в сплячку, завдяки чому потреба організму в кисні знижується. При висиханні водоймища він заривається в мул і повертається в воду лише після дощів. У зв'язку з цим в'юна можна зустріти в сильно замулених озерах, річках, заплавах, де він постійно перебуває біля дна або занурившись до мулу. У таких місцях він зустрічається зграйками. Велику частину дня в'юн виявляє незначну активність і лише з настанням сутінків і вночі виходить на пошуки їжі.

## Нерест
Статевозрілим стає в віці трьох років. Самиці плодовиті. Наприклад, в особин з верхнього Дністра довжиною 17-24 см і масою 44-140 г налічувалося 11,6-38,7 тисячі ікринок. Нереститься в травні-червні. При температурі води близько 15 °C через 7-8 добу з'являються личинки, довжина яких не перевищує 5 мм. Зростає в'юн досить інтенсивно. Так, у верхньому Дністрі в перші три роки життя його річні прирости становлять понад 4 см, в трирічному віці риба досягає довжини в середньому понад 13 см. З настанням статевої зрілості темп зростання знижується, і довжина тіла п'ятирічних в'юнів становить 18-23 см.

## Живлення
В'юн живиться дрібними молюсками, черв'яками, личинками комах та іншими придонними організмами. І сам часто є об'єктом живлення багатьох хижих риб — щуки, окуня, миня, у зв'язку з чим риболови-любителі часто використовують його для наживки.

## Охорона
На більшій частині ареалу стан природних популяцій виду залишається більш-менш стабільним. Саме тому він, згідно Червоного списку МСОП, отримав охоронну категорію «відносно благополучний вид». Але в окремих регіонах спостерігається тенденція до зниження чисельності популяції виду. Тому в'юн звичайний занесений до Бернської конвенції (Додаток ІІІ. Види фауни, що підлягають охороні), а також до Директиви Європейського Союзу 92/43/ЄС «Про збереження природних оселищ та видів природної фауни і флори» (Додаток II. Види рослин і тварин, що становлять особливий інтерес для Європейського Союзу, збереження яких потребує створення територій особливої охорони).